# 安青 (德国)
安青（德語：Anzing，發音：[ˈantsɪŋ]）是德国巴伐利亚州上巴伐利亚行政区埃伯斯贝格县的市镇，面积16.18平方千米，2023年12月31日人口为4,475人。